# ブレムゼ (敷設巡洋艦)
ブレムゼ (SMS Bremse) はドイツ海軍の敷設巡洋艦。ブルンマー級。

## 艦歴
1915年起工。1916年3月11日進水。1916年7月1日竣工。
1917年1月10日、Norderney島沖に機雷を敷設。10月17日、「ブレムゼ」と同型艦「ブルンマー」はイギリス・ノルウェーで船団を攻撃し、護衛の駆逐艦「ストロングボウ」と「メアリー・ローズ」や船団の商戦の大半を沈めた。1918年4月2日、4月11日、5月11日、5月14日に北海で機雷敷設を行う。
休戦後他の多くの艦と共にスカパ・フローに抑留され、1919年6月21日に自沈。1929年に引き揚げられ、解体された。